# مهاجم (كرة القدم)

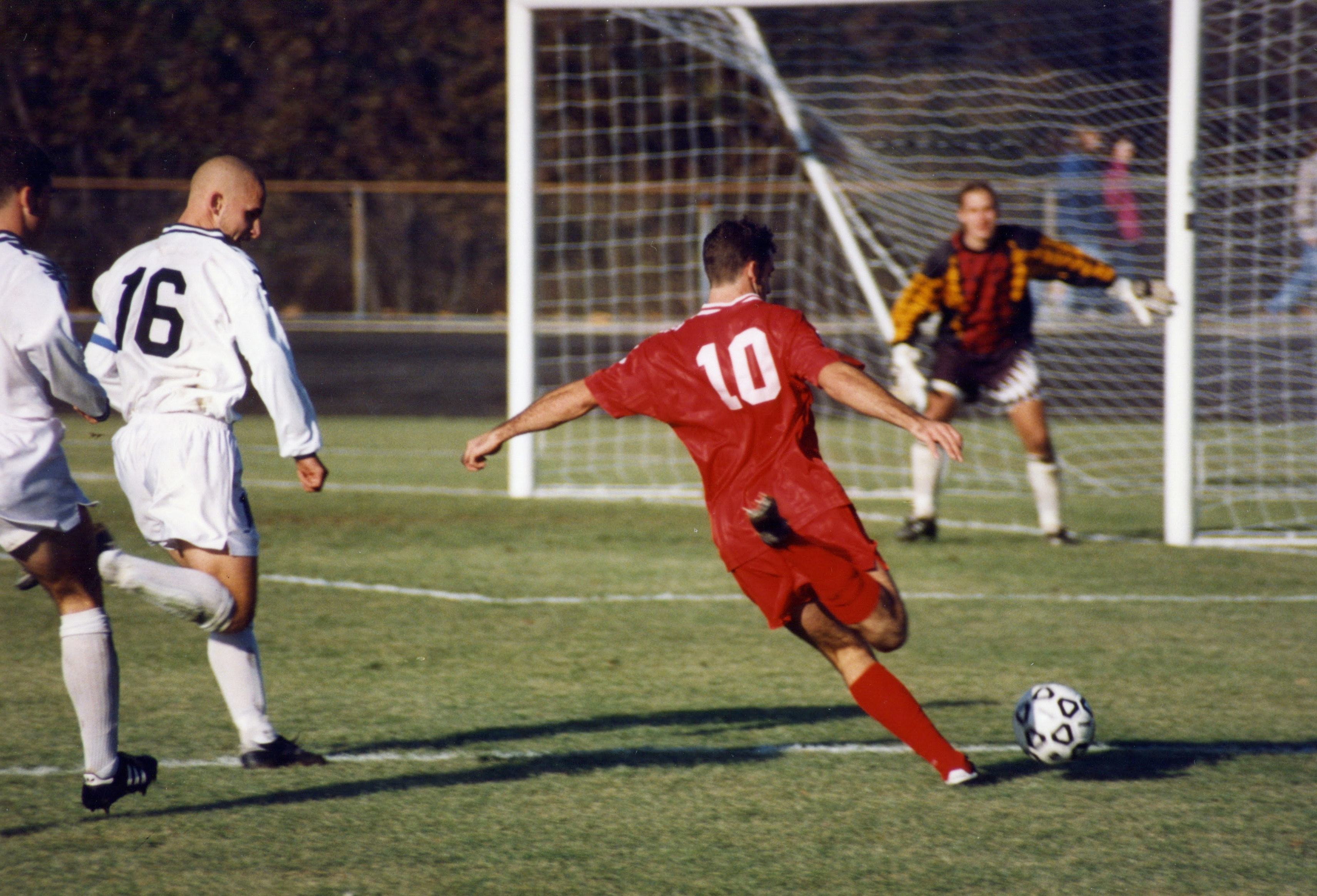
المهاجم في طريقه للمرمى

المهاجم (بالإنجليزية: Forward) هو أحد المراكز المهمة في تشكيلة كرة القدم، وأكثر الأهداف تأتي عن طريقه، وقد كان النجم بيليه واحد من أفضل مهاجمين في التاريخ الكروي . كما يعد مركز المهاجم من أصعب المراكز في كرة القدم عكس ما يعتقد البعض، فهو يتطلب مهارات من نوع خاص في مساحات ضيقة، وكثير من المهاجمين يركلون الضربات الترجيحية، ومن أشهرهم روبيرتو بادجو. ويشتهر أكثر المهاجمين بارتداء الرقم "9" أو "11" أو "10" أو "7" أو "20".

## المهاجم الصريح

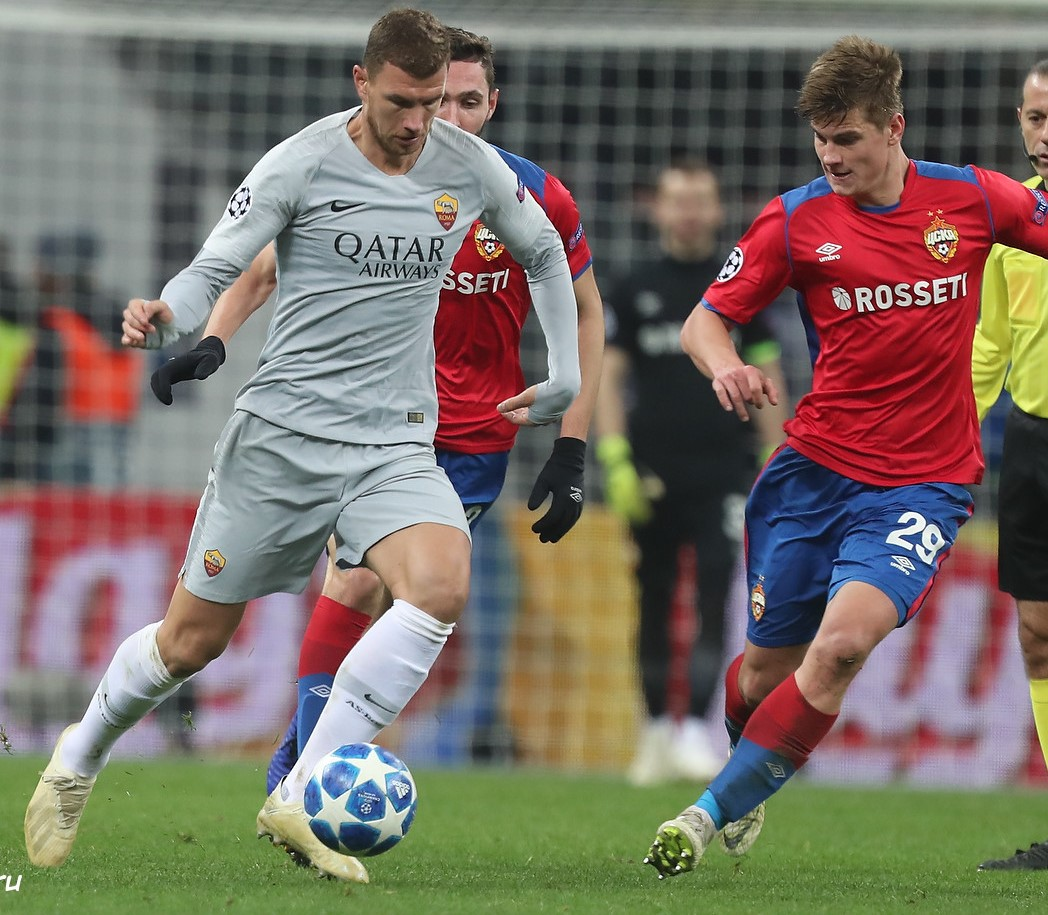
إدين دجيكو مثال للمهاجم الصريح

قلب الهجوم أو المهاجم الصريح (بالإنجليزية: Centre-forward) وهو الذي تكون مهمته الأساسية التمركز داخل منطقة الجزاء واستقبال الكرات والتسجيل منها بأسهل وأسرع طريقة ممكنة، وهو يتميز بطول القامة والحس التهديفي الكبير وإتقان التسديد بشكل كبير والإجادة للكرات الرأسية والقدرة على التمركز العالي الذي يمكِّن زملائه من التمرير له بسهولة، بالإضافة إلى فتح الثغرات لزملائه بحكم قوته الجسدية المفروض تواجدها.
يختلف دور الهداف إلى حد ما عن دور قلب الهجوم، على الرغم من استخدام المصطلحين قلب الهجوم والهداف بالتبادل في بعض الأحيان، حيث يلعب كلاهما في الملعب أكثر من اللاعبين الآخرين، في حين أن اللاعبين ذوي القامة والثقيلة والتقنية، مثل زلاتان إبراهيموفيتش وإيدن دجيكو، يتمتعان بصفات مناسبة لكلا المركزين. مثل قلب الهجوم، فإن الدور التقليدي للمهاجم هو تسجيل الأهداف؛ لذلك فإن المهاجمين معروفون بقدرتهم على التلاعب بالمدافعين والركض في المساحات الغير مستغلة متجاوزين المدافع ويقومون باستلام الكرة في موقع جيد للتسجيل، مثل رونالدو نازاريو وتيري هنري. عادة ما يكونون لاعبين سريعين يتمتعون بالتحكم الجيد في الكرة وقدرات المراوغة. يتمتع المهاجمون الأكثر رشاقة مثل مايكل أوين وكيليان مبابي ودريس ميرتنز وسيرجيو أجويرو وباولو ديبالا بميزة على المدافعين الأطول نظرًا لسرعتهم.
يجب أن يكون الهداف الجيد قادرًا على التسديد بثقة بإحدى قدميه، ولديه قوة ودقة كبيرتين، ولديه القدرة على الربط مع زملائه في الفريق وتمرير الكرة تحت الضغط في المواقف الهجومية. بينما يرتدي العديد من المهاجمين القميص رقم 9، مثل آلان شيرار، يرتبط المهاجمون بالرقم 10، والذي يرتديه كثيرًا مهاجمون أكثر إبداعًا مثل بيليه.

## مهاجم ثاني

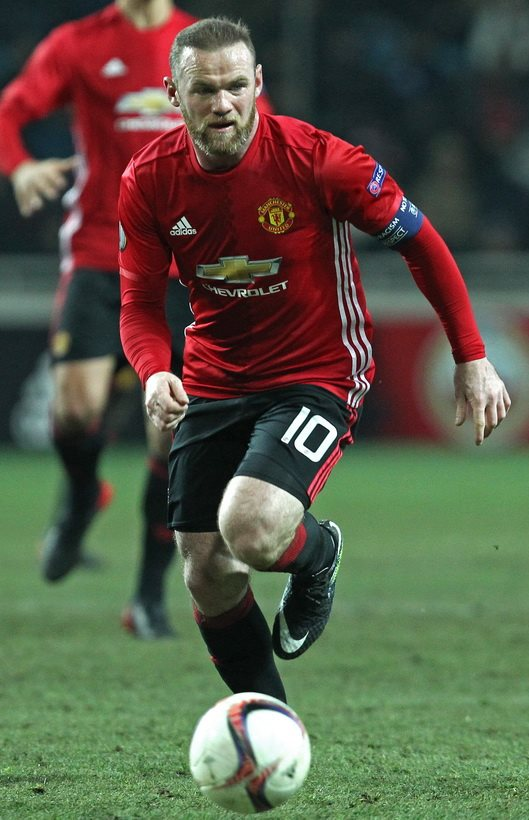
واين روني صاحب رقم 10، استخدم في مانشستر يونايتد كمهاجم ثان.

المهاجم الثاني (بالإنجليزية: Second striker) ويسمى أيضًا رأس الحربة المتأخر وهو الذي يلعب وراء رأس الحربة الصريح كمهاجم ثاني ويكون تمركزه خلف رأس الحربة مباشرة أو خلفه على أحد الأطراف يمينًا أو يسارًا أكثر حسب القدم التي يلعب بها وغالبًا تكون الجهة التي يتمركز بها هي المخالفة لقدمه حسب معطيات كرة القدم الحديثة، وتكون مهماته الرئيسية تغطية اللعب على الأطراف والمساعدة بصناعة اللعب واستخدام مهارته الفردية التي غالبًا يجب أن تكون عالية لفتح اللعب لفريقه وإيجاد الحلول لهم، هذه المهام طبعًا بالإضافة إلى مهمته الرئيسية تسجيل الأهداف فهو بالنهاية يبقى مهاجمًا، حيث يعد اللاعب المهاجم الذي يسجل الأهداف بغزارة وفي نفس الوقت يصنع فرص التسجيل لرأس الحربة، وغالبًا ما يمتازوا هؤلاء اللاعبين بقصر القامة وليس بالضرورة أن يتقنوا الكرات الرأسية. يعد لاعب جناح مهاجم أكثر من مهاجم مساند وغيرهم الكثير.
تم لعب هذا المركز من قبل لاعبين مثل دينيس بيركامب (الذي لعب خلف المهاجم تييري هنري في آرسنال)، أليساندرو ديل بييرو في يوفنتوس، يوري دجوركيف في إنتر ميلان، أو تيدي شيرينغهام في توتنهام هوتسبر. اللاعبون المبدعون الآخرون الذين يلعبون بشكل أكبر، مثل دييجو مارادونا ورونالدينيو وكاكا وزين الدين زيدان غالبًا ما يوصفون بأنهم «رقم 10»، وعادة ما يلعبون كلاعب خط وسط مهاجم أو صانع ألعاب متقدم.
وضع المهاجم المهاجم المساند هو وصف غير دقيق وغالبًا ما يساء فهمه للاعب المتمركز في دور حر، سواء كان «هدافًا» أو ورقم 10 أو لاعب الوسط المهاجم، مع احتمال إظهار بعض خصائص كلاهما. في الواقع، المصطلح الذي صاغه صانع الألعاب الفرنسي المتقدم ميشيل بلاتيني، «تسعة ونصف»، والذي استخدمه لوصف دور خليفته في يوفنتوس، صانع الألعاب الإيطالي روبرتو باجيو، كان محاولة لكي تصبح معياراً لوصف هذا المركز. من الممكن أن يتناوب الرقم 10 كمهاجم ثان شريطة أن يكون أيضًا هدافًا غزير الإنتاج؛ خلافًا لذلك، فإن المهاجم المتحرك الذي يتمتع بقدرات فنية جيدة (مهارات المراوغة والتحكم في الكرة) والتسارع والرؤية والتمرير والترابط، والذي يمكنه التسجيل وخلق الفرص لمهاجم أقل تنوعًا، يكون أكثر ملاءمة.غالبًا ما يُمنحون «ترخيصًا للتجول بحرية»، وإما أن يركضوا للأمام، أو يرجعون مرة أخرى من أجل التقاط الكرة في مناطق أعمق، مما يمنحهم مزيدًا من الوقت والمساحة في الاستحواذ.

## الجناح

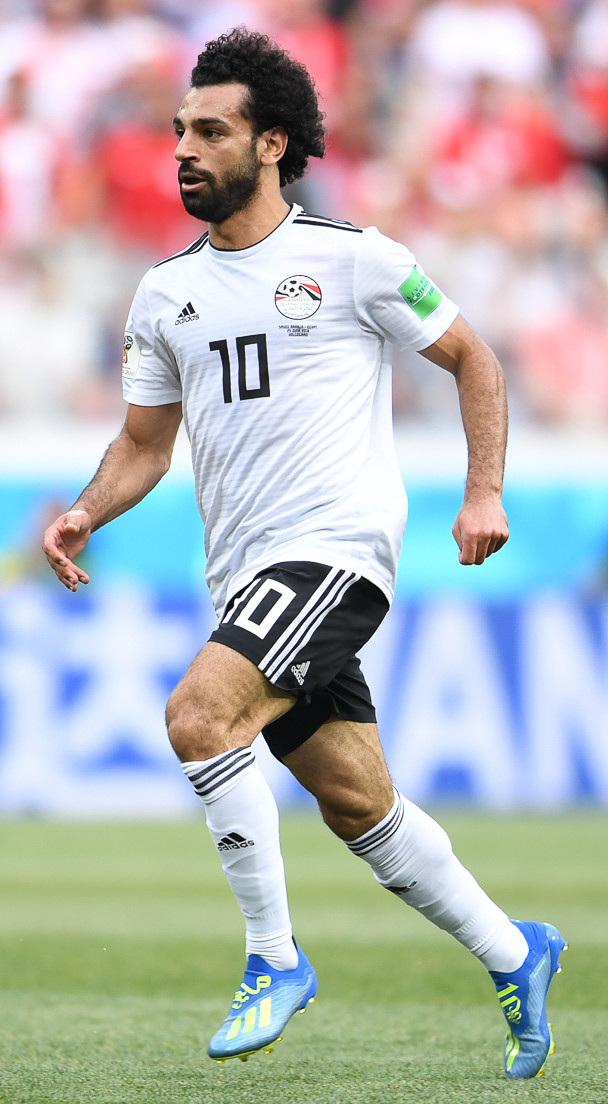
يلعب محمد صلاح في الجناح الأيمن، وهو الوضع الذي يسمح له بالقطع من الداخل إلى قدمه اليسرى الأقوى

الجناح (بالإنجليزية: Winger) هو لاعب مهاجم يتمركز في موقع واسع بالقرب من خطوط التماس. يمكن تصنيفهم على أنهم مهاجمون، وتستمر التسمية على هذا النحو في معظم أنحاء العالم، خاصة في ثقافتي كرة القدم اللاتينية والهولندية. ومع ذلك، في اللعبة البريطانية يتم احتسابهم عادةً كجزء من خط الوسط.
من واجب الجناح التغلب على الظهيرين المنافسين، وتقديم تمريرات أو تمريرات عرضية من مواقع مواتية، وبدرجة أقل، التغلب على المدافعين والتسجيل من مسافة قريبة. عادة ما يكونون من أسرع اللاعبين في الفريق وعادة ما يكون لديهم مهارات مراوغة جيدة أيضًا. في الاستخدام الهولندي والإسباني والبرتغالي، تقتصر المهام الدفاعية للجناح عادةً على الضغط على ظهير الخصم عندما يكون لديهم الكرة. خلاف ذلك، سوف يعود الجناح بالقرب من خط الوسط ليكون متاحًا، إذا استعاد فريقهم الكرة.
في أنماط كرة القدم البريطانية وغيرها من شمال أوروبا، من المتوقع أن يعود لاعب خط الوسط إلى علم الزاوية الخاص به إذا احتاج الظهير إلى المساعدة. عندما يحاول لاعبي خط الوسط الضغط على الخصم للحصول على الكرة. يفشل اللاعبون الذين يفتقرون إلى السمات البدنية للجناح مثل خواكين (جناح / لاعب خط وسط)، أو رايان جيجز (جناح / مهاجم)، وجون بارنز (جناح / لاعب خط وسط) في هذه المهمة. عندما يكبر هؤلاء اللاعبون ويفقدون سرعتهم الطبيعية، يتم إعادة توزيعهم في كثير من الأحيان على أنهم «رقم 10» بين خط الوسط والخط الأمامي، حيث يسيطرون بشكل جيد على الكرة ومهاراتهم الفنية وقدرتهم على خلق الفرص وقراءة اللعبة المحسّنة في الثلث الأخير يمكن أن تساعد في تحسين خيارات هجوم فرقهم في المساحات الضيقة. مثال على ذلك هو استخدام إنتر ميلان للمخضرم لويس فيغو خلف مهاجم أو اثنين آخرين، إما كمهاجم ثان أو في دور صانع اللعب كلاعب خط وسط مهاجم.
في السنوات الأخيرة، كان هناك اتجاه للعب بأجنحة مقلوبة - لاعبون متمركزون في الجانب «المعاكس» من الملعب، من أجل تمكينهم من الاقتحام إلى الداخل والتسديد على قدمهم القوية وفي بعض الأحيان تقديم عرضيات متأرجحة. تم استخدام هذا التكتيك من قبل فرانك ريكارد، الذي نقل ليونيل ميسي من الجهة اليسرى إلى الجناح الأيمن أثناء وجوده في برشلونة، في البداية ضد رغبة اللاعب. سمح له ذلك بالقطع في الوسط والتسديد أو التلعب بقدمه اليسرى. مثال آخر على شراكة الجناح المقلوبة الناجحة هو إشراك بايرن ميونيخ صاحب القدم اليسرى آرين روبن جنبًا إلى جنب مع صاحب القدم اليمني فرانك ريبيري، على الجانبين الأيمن والأيسر على التوالي.
هناك تباين في الوصف الذي تم استخدامه في وسائل الإعلام لتسمية في مركز الجناح المقلوب هو وصف «الجناح المهاجم» أو «المهاجم الوهمي» أو «الجناح الهداف»، كما يتضح من أدوار كريستيانو رونالدو وغاريث بيل على الجناح الأيسر والأيمن خلال فترة وجودهم في ريال مدريد على وجه الخصوص. تم استخدام هذه التسمية لوصف الجناح المقلوب ذي العقلية الهجومية، والذي يبدو أنه يعمل على نطاق واسع على الورق، ولكن بدلاً من ذلك سيتم منحه الحرية في الركض بسرعة إلى مناطق مركزية أكثر تقدمًا داخل منطقة الجزاء، من أجل إستلام التمريرات العرضية وتسجيل الأهداف.

## المهاجم الوهمي

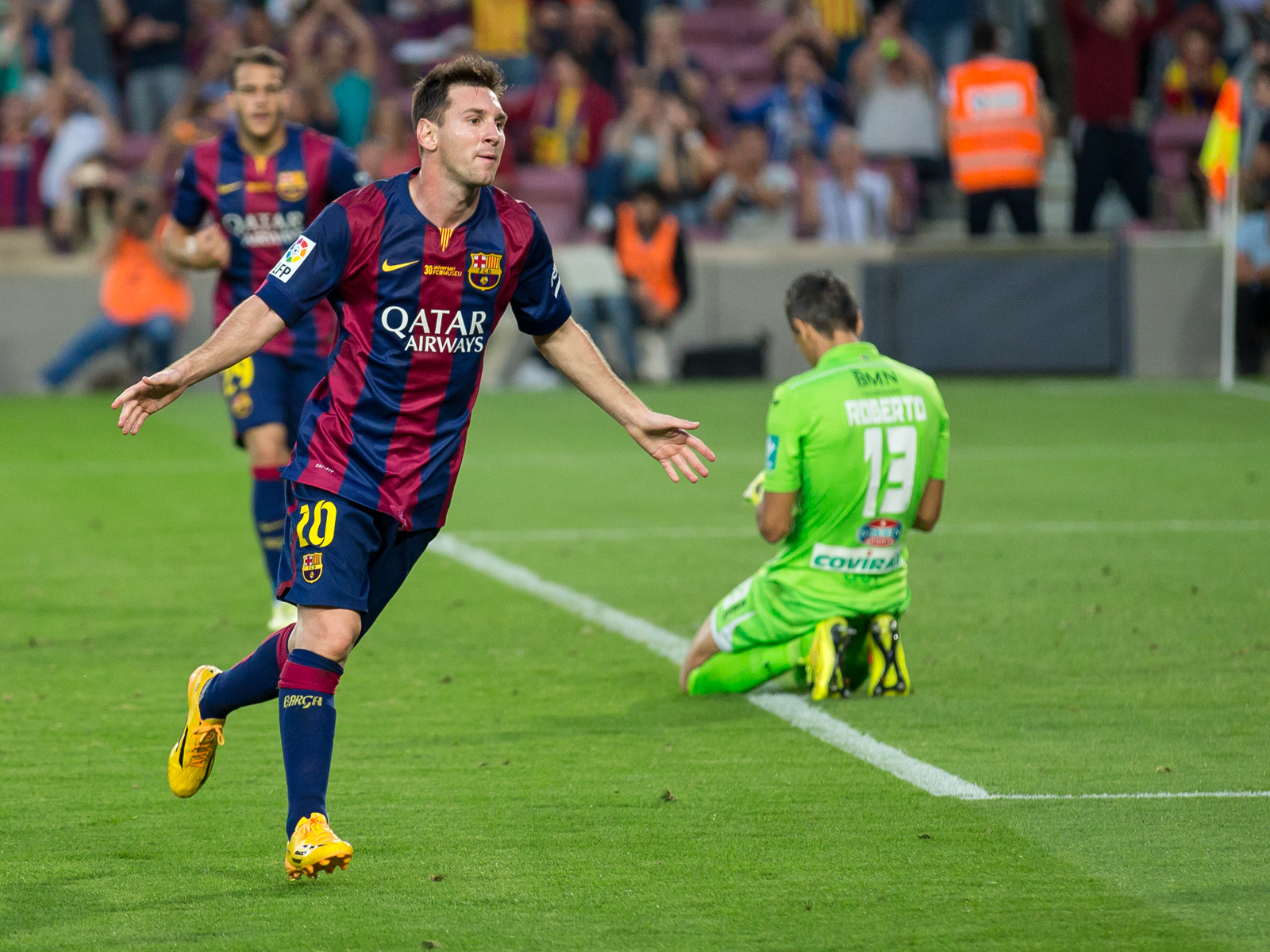
ليونيل ميسي لاعب برشلونة (في المقدمة رقم 10) مثال للمهاجم الوهمي الذي حقق نجاحًا كبيرًا في السنوات الأخيرة.

المهاجم الوهمي (بالإنجليزية: False 9) يشبه في بعض النواحي دور لاعب خط الوسط/ صانع الألعاب الأكثر تقدمًا، هو مهاجم وحيد غير تقليدي أو قلب مهاجم، يسقط في عمق خط الوسط. الغرض من ذلك هو خلق مشكلة لقلبي الدفاع الذين يمكنهم إما مراقبة المهاجم الوهمي، وترك مساحة خلفهم يستغلها لاعبي خط الوسط أو المهاجمين أو الأجنحة، أو ترك المهاجم الوهمي يحصل على المساحة للمراوغة أو إستلام تمريرة. يأتي المصطلح من حقيقة أن قلب المهاجم عادة يظل بالقرب من خط المدافعين حتى يحصلوا على فرصة لتجاوزهم نحو المرمى. تتشابه السمات الرئيسية للمهاجم الوهمي مع تلك الخاصة بالمهاجم العميق، القدرة على المراوغة للاستفادة من المساحة بين الخطوط، والقدرة على التمرير القصير الجيد للربط مع خط الوسط والرؤية للعب من خلال زملائه في الركض من العمق إلى المرمى.
أول مهاجم وهمي في كأس العالم كان بيريغرينو أنسيلمو في منتخب أوروجواي، رغم أنه لم يستطع لعب المباراة ضد الأرجنتين في كأس العالم 1930 بسبب الإصابة. تم استخدام المهاجم الوهمي أيضًا من قبل المجر خلال بداية الخمسينيات من القرن الماضي، حيث قام المهاجم ناندور هيديجوتي بدور المهاجم. استخدم فريق روما بقيادة المدرب لوتشيانو سباليتي فرانشيسكو توتي، مقدمًا في تشكيل مبتكر "4–6–0"؛ وحقق 11 انتصارًا متتاليًا.
في يورو 2012، مدرب إسبانيا فيسنتي ديل بوسكي، على الرغم من استخدامه أحيانًا فرناندو توريس كمهاجم تقليدي، غالبًا ما استخدم سيسك فابريجاس باعتباره مهاجماً وهمياً في عدة مباريات، بما في ذلك المباراة النهائية. بحلول نهاية عام 2012، أصبح المهاجم الوهمي «سائدًا» مع استخدام العديد من الأندية هذا التكتيك. كان ليونيل ميسي لاعب برشلونة مثالاُ للمهاجم الوهمي إلى حد كبير في السنوات الأخيرة، أولاً تحت قيادة المدرب بيب جوارديولا وبعد ذلك تحت قيادة خليفته تيتو فيلانوفا.